# لسوتو در المپیک تابستانی ۲۰۱۲
کاروان المپیکی لسوتو یکی از کاروان‌های شرکت‌کننده در بازی‌های المپیک تابستانی ۲۰۱۲ بود. این دوره از ۲۷ ژوئیه تا ۱۲ اوت ۲۰۱۲ میلادی در شهر لندن ، پایتخت انگلستان برگزار شد.

## شرکت‌کنندگان
فهرست زیر به کاروان لسوتو اشاره دارد.
| ورزش        | مردان | زنان | مجموع |
| ----------- | ----- | ---- | ----- |
| دو و میدانی | ۲     | ۱    | ۳     |
| شنا         | ۰     | ۱    | ۱     |
| مجموع       | ۲     | ۲    | ۴     |